# باتريك يوستن
باتريك يوستن (بالهولندية: Patrick Joosten)‏ (14 أبريل 1996 بنايميخن في هولندا - ) هو لاعب كرة قدم هولندي في مركز الهجوم. شارك مع منتخب هولندا تحت 21 سنة لكرة القدم. أما مع النوادي، فقد لعب مع إن إي سي نيميخن ونادي أوترخت.

## وصلات خارجية
- باتريك يوستن على موقع الاتحاد الأوربي (الإنجليزية)
- باتريك يوستن على موقع قاعدة بيانات كرة القدم.إي يو (الإنجليزية)
- باتريك يوستن على موقع Soccerway.com (الإنجليزية)
- باتريك يوستن على موقع عالم كرة القدم.نت (الإنجليزية)